# Креанс
Креанс (фр. Créances) насеље је и општина у северној Француској у региону Доња Нормандија, у департману Манш која припада префектури Кутанс.
По подацима из 2011. године у општини је живело 2190 становника, а густина насељености је износила 107,78 становника/km². Општина се простире на површини од 20,32 km². Налази се на средњој надморској висини од 25 метара (максималној 35 m, а минималној 0 m).

## Демографија
| 1962. | 1968. | 1975. | 1982. | 1990. | 1999. | 2011. |
| ----- | ----- | ----- | ----- | ----- | ----- | ----- |
| 1.935 | 2.033 | 1.933 | 1.935 | 1.926 | 2.014 | 2.190 |

График промене броја становника у току последњих година